# Hahncappsia mancaloides
Hahncappsia mancaloides is een vlinder uit de familie van de grasmotten (Crambidae), uit de onderfamilie van de Pyraustinae. De wetenschappelijke naam van deze soort is voor het eerst voorgesteld als Loxostege mancaloides door Hans Georg Amsel in een publicatie uit 1956.
De soort komt voor in Venezuela.